# 第30回全日本大学サッカー選手権大会
第30回全日本大学サッカー選手権大会は1981年12月9日から12月12日にかけて開催された全日本大学サッカー選手権大会である。日本体育大学が6年ぶり2回目の優勝を果たした。

## 概要
記念大会により出場校を拡大し、9地域の代表15校と総理大臣杯全日本大学サッカートーナメント優勝校が参加した。

### 大会日程
- 1981年12月9日 - 1回戦
- 1981年12月10日 - 準々決勝
- 1981年12月11日 - 準決勝
- 1981年12月12日 - 決勝、三位決定戦

### 開催競技場
- 西が丘サッカー場（1回戦・準々決勝・準決勝・決勝）
- 駒沢競技場（1回戦・準々決勝）
- 大宮サッカー場（1回戦）
- 大井ふ頭（1回戦）

## 出場大学
- 筑波大学（総理大臣杯優勝・3年連続12回目）
- 札幌大学（北海道代表・14年連続14回目）
- 仙台大学（東北代表・2年ぶり6回目）
- 日本体育大学（関東第1代表・5年ぶり6回目）
- 東京農業大学（関東第2代表・4年ぶり3回目）
- 早稲田大学（関東第3代表・3年ぶり12回目）
- 中央大学（関東第5代表・2年連続11回目）
- 新潟大学（北信越代表・初[1]）
- 愛知学院大学（東海代表・3年連続4回目）
- 大阪商業大学（関西第1代表・2年連続13回目）
- 同志社大学（関西第2代表・5年ぶり5回目）
- 大阪体育大学（関西第3代表・6年連続6回目）
- 岡山大学（中国代表・初[2]）
- 香川大学（四国代表・3年連続3回目）
- 九州産業大学（九州代表・4年連続15回目）
- 福岡大学（九州代表・4年ぶり10回目）

## 試合日程・結果

### 1回戦
| 1981年12月9日 |

| 大阪商業大学 | 2 - 0 | 札幌大学 |
| 小林 · 松井  |       |          |

| 大宮サッカー場 |

| 1981年12月9日 |

| 筑波大学                  | 2 - 0 | 愛知学院大学 |
| 小西 後17分 · 浅岡 後25分 |       |              |

| 大宮サッカー場 |

| 1981年12月9日 |

| 福岡大学 | 1 - 2 延長 | 大阪体育大学 |
| 小林     |            | 広瀬2 ,      |

| 大井ふ頭 |

| 1981年12月9日 |

| 香川大学 | 1 - 7 | 東京農業大学                         |
| 萱野     |       | 梶野2 , · 沖野2 , · 望月2 , · 青木克 |

| 大井ふ頭 |

| 1981年12月9日 |

| 同志社大学                     | 5 - 0 | 新潟大学 |
| 高林 · 今大路 · 黒田 · 阪田2 , |       |          |

| 西が丘サッカー場 |

| 1981年12月9日 |

| 早稲田大学               | 5 - 1 | 岡山大学 |
| 清水2 , · 志田2 , · 吉田 |       | 竹本     |

| 西が丘サッカー場 |

| 1981年12月9日 |

| 九州産業大学 | 1 - 3 | 中央大学           |
| 瓜生         |       | 宮原 · 近藤 · 藤本 |

| 駒沢競技場 |

| 1981年12月9日 |

| 仙台大学 | 0 - 5 | 日本体育大学        |
|          |       | 上永吉3 , · 増淵2 , |

| 駒沢競技場 |

### 準々決勝
| 1981年12月10日 |

| 大阪商業大学 | 0 - 0 延長 (PK 4-3) | 筑波大学 |
|              |                     |          |

| 西が丘サッカー場 |

| 1981年12月10日 |

| 大阪体育大学 | 0 - 0 延長 (PK 6-7) | 東京農業大学 |
|              |                     |              |

| 西が丘サッカー場 |

| 1981年12月10日 |

| 同志社大学 | 0 - 4 | 早稲田大学                |
|            |       | 池田 · 関塚 · 清水 · 藤原 |

| 駒沢競技場 |

| 1981年12月10日 |

| 中央大学 | 0 - 2 | 日本体育大学 |
|          |       | 布 · 増淵    |

| 駒沢競技場 |

### 準決勝
| 1981年12月11日 |

| 大阪商業大学 | 0 - 2 | 東京農業大学 |
|              |       | 沖野2 ,      |

| 西が丘サッカー場 |

| 1981年12月11日 |

| 早稲田大学 | 1 - 3 | 日本体育大学     |
| 志田       |       | 上永吉2 , · 船橋 |

| 西が丘サッカー場 |

### 三位決定戦
| 1981年12月12日 |

| 大阪商業大学 | 2 - 1 | 早稲田大学 |
|              |       |            |

| 西が丘サッカー場 |

### 決勝
| 1981年12月12日 |

| 東京農業大学 | 0 - 3 | 日本体育大学                            |
|              |       | 宮崎 前26分 · 上永吉 前37分 · 布 後20分 |

| 西が丘サッカー場 |

## 最終結果
| 第30回全日本大学サッカー選手権大会 優勝チーム |
| --------------------------------------------- |
| 日本体育大学 6年ぶり2回目                     |

## 主な出場選手
- 浅岡朝泰（筑波大学）
- 森下申一（東京農業大学）
- 杉山誠（東京農業大学）
- 柳下正明（東京農業大学）
- 梶野智幸（東京農業大学）
- 沖野隆幸（東京農業大学）
- 上永吉英文（日本体育大学）
- 布啓一郎（日本体育大学）
- 関塚隆（早稲田大学）